# Lampranthus coccineus
La flor de cristal, perejil de la reina o uña de gato   (Lampranthus coccineus) es una planta de la familia Aizoaceae.

## Descripción
Alcanza  30 cm de altura. Tallos rastreros con hojas cilíndricas verde-azuladas. Flor púrpura en primavera.

## Distribución y hábitat
Originaria de Sudáfrica, sobre rocas.

## Importancia económica y cultural
Usos
Se utiliza en rocallas como planta tapizante de espectacular floración. Suelo ligero, clima cálido, exposición soleada. Se reproduce mediante esquejes en compost arenoso.

## Taxonomía
Lampranthus coccineus fue descrita por  (Haw.) N.E.Br., y publicado en The Gardeners' Chronicle, ser. 3 87: 212. 1930.
Etimología
Lampranthus: nombre genérico que deriva de las palabras griegas: lamprós = "brillante" y ánthos = "flor".
coccineus: epíteto latino que significa "de color escarlata".
Sinonimia
- Mesembryanthemum coccineum Haw.